# Голубовский, Игорь Леонидович
И́горь Леони́дович Голубо́вский (род. 29 декабря 1960) — российский дипломат. Постоянный представитель Российской Федерации при ФАО с 3 октября 2023 года. Чрезвычайный и полномочный посол (2020).

## Биография
Окончил Московский государственный институт международных отношений (МГИМО) МИД СССР (1982). Владеет английским и французским языками. На дипломатической работе с 1982 года.
В 2002—2008 годах — генеральный консул России в Монреале (Канада).
В 2009—2012 годах — помощник министра иностранных дел России.
В 2012—2017 годах — генеральный консул России в Нью-Йорке (США).
В 2017—2019 годах — директор Департамента безопасности МИД России.
В 2019—2023 годах — директор Департамента кадров МИД России.
С 14 мая 2019 по 16 апреля 2024 года — член коллегии МИД России.
С 3 октября 2023 года — постоянный представитель Российской Федерации при Продовольственной и сельскохозяйственной организации Объединённых Наций (ФАО) и других международных организациях со сходными функциями в Риме, Итальянская Республика.

## Дипломатический ранг
- Чрезвычайный и полномочный посланник 2 класса (31 июля 2008)[3].
- Чрезвычайный и полномочный посланник 1 класса (8 июля 2016)[4].
- Чрезвычайный и полномочный посол (2 октября 2020)[5].

## Награды
- Орден Дружбы (5 июня 2021) — за большой вклад в реализацию внешнеполитического курса Российской Федерации и многолетнюю добросовестную дипломатическую службу[6].
- Почётная грамота президента Российской Федерации (25 мая 2020) — за большой вклад в реализацию внешнеполитического курса Российской Федерации и многолетнюю добросовестную дипломатическую службу[7].